# Ковалики (Гродненская область)
Кова́лики (бел. Кавалікi) — деревня в Берестовицком районе Гродненской области Белоруссии.
Входит в состав Берестовицкого сельсовета.
Расположена в центральной части района. Расстояние до районного центра Большая Берестовица по автодороге — 8 км и до железнодорожной станции Берестовица — 16 км (линия Мосты — Берестовица). Ближайшие населённые пункты — Богдюки, Жабры, Ойцово. Площадь занимаемой территории составляет 0,077 км², протяжённость границ 2945 м.

## История
Деревня отмечена как фольварк Ковали в составе Мало-Берестовицкой волости Гродненского уезда Гродненской губернии на карте Шуберта (середина XIX века). С августа 1915 по 1 января 1919 года входили в зону оккупации кайзеровской Германии. Затем, после похода Красной армии, в составе ССРБ. В феврале 1919 года в ходе советско-польской войны заняты польскими войсками, а с 1920 по 1921 год войсками Красной армии.
После подписания Рижского договора, в 1921 году Западная Белоруссия отошла к Польской Республике и деревня была включена в состав новообразованной сельской гмины Мала-Бжостовица Гродненского повета Белостокского воеводства. В 1924 году числилась как фольварк Ковали и насчитывала 1 дым (двор) и 22 души (11 мужчин и 11 женщин). Из них 17 католиков и 5 православных, все жители — поляки..
В 1939 году, согласно секретному протоколу, заключённому между СССР и Германией, Западная Белоруссия оказалась в сфере интересов советского государства и её территорию заняли войска Красной армии. В 1940 году деревня вошла в состав новообразованного Малоберестовицкого сельсовета Крынковского района Белостокской области БССР. С июня 1941 по июль 1944 года оккупирована немецкими войсками. С 20 сентября 1944 года в Берестовицком районе. В 1959 году насчитывала 108 жителей. С 25 января 1962 года по 30 июля 1966 входила в состав Свислочского района. 1970 году насчитывала 46 жителей. С 12 ноября 1973 года в Пархимовском сельсовете. На 1998 год насчитывала 6 дворов и 8 жителей.  До 21 июня 2003 года в составе колхоза «имени М. Горького» (бел. iмя М. Горкага). 18 октября 2013 года переведена в состав Берестовицкого сельсовета.

## Население
| 1924 | 1959 | 1970 | 1998 | 1999 | 2009 | 2015 |
| ---- | ---- | ---- | ---- | ---- | ---- | ---- |
| 22   | 108  | 46   | 8    | 6    | 1    | 1    |

## Транспорт
Через деревню проходит автодорога местного значения Н6489 Жабры—Ковалики—Ойцово.